# Joan Antoni Padrós i Galera
Joan Antoni Padrós i Galera (Badalona, 1935-2003) va ser un arquitecte català.
Nascut a Badalona el 1935, va ser fill de l'arquitecte Joan Padrós i Fornaguera.
Va ser un dels arquitectes més reconeguts a la seva ciutat durant els anys 60, 70 i 80. La seva obra consta d'habitatges, unifamiliars i plurifamiliars, i escoles públiques dins de la província de Barcelona, entre altres cal destacar un habitatge al passeig de la Rambla (1967), l'escola Maristes Champagnat (1968), a Badalona, la de Sant Fost de Campsentelles (1968) o l'escola El Dofí de Premià de Mar (1972). Cal destacar especialment el grup d'habitatges per la Caixa de Pensions (1966-1973), anomenats actualment de Can Mercader, que va projectar en col·laboració amb Francesc Joan Barba i Margarita Brender, un conjunt de blocs construïts sobre el solar d'una antiga fàbrica, que van ser edificats completament girats a la trama urbana, trencant amb les línies de carrers i reservant un important espai al centre per als veïns.
Va morir l'any 2003. Poc abans, el desembre de 2002 va fer donació del fons professional, juntament amb documentació que conservava del seu pare, a l'Arxiu Històric de la Ciutat de Badalona.